# Spiral (Vangelis)
Spiral è il quinto album in studio del musicista greco Vangelis, pubblicato nel 1977 dalla RCA Records.

## Descrizione
Spiral, nona uscita discografica complessiva, viene descritto dallo stesso Vangelis come un lavoro dallo stile futuristico, eseguito quasi esclusivamente con strumentazione elettronica: oltre ai sintetizzatori, si tratta dell'album in cui il greco utilizzò di più i sequencer. Ogni traccia è per altro caratterizzata da uno stile particolare, perciò l'album risulta difficilmente classificabile in un genere specifico.

### Le tracce
La title track è costruita inizialmente su un arpeggio di accordo registrato in stereo per dare una sensazione di "suono spirale" agli ascoltatori; il brano prosegue su una melodia di sintetizzatore controllato da sequencer che sfocia poi in una composizione basata sull'uso di ottoni elettronici brevettati da Vangelis stesso.
Ballad, come intuibile dal nome, è un brano calmo e caratterizzato dalla presenza di pochi strumenti: un organo elettronico, un suono di armonica (probabilmente creato con un sintetizzatore) e, in una delle rare occasioni in cui è udibile, la voce di Vangelis stesso, filtrata attraverso un vocoder con l'effetto del riverbero. Nella parte centrale si aggiungono anche ottoni e timpani, e la melodia subisce una variazione, per poi tornare alla struttura iniziale.
Dervish D (sottotitolato "inspired by the Dervish dancer who by his whirling realises the spiralling of the universe", ovvero ispirato dal ballo Dervish che attraverso il suo girare rappresenta la spiralità dell'universo) si adatta perfettamente alla descrizione del sottotitolo. Anche questo brano è composto da una struttura musicale semplice: un arpeggio di sequencer come sfondo, il ritmo scandito da percussioni ed una melodia eseguita con sintetizzatore. In Italia è famoso per essere stato usato come sigla del TG3 e del TG Regione, ma anche del telegiornale della rete privata Telenuovo
To The Unknown Man, forse il brano più celebre (noto in Italia anche per la cover da parte di Milva), è caratterizzato da una struttura musicale spesso usata da Vangelis, con l'ingresso progressivo di vari strumenti che eseguono una melodia. Inizialmente questa è suonata solo da una chitarra (probabilmente riprodotta elettronicamente), per proseguire con l'ingresso progressivo di strumenti a corde e concludersi con una variazione (anch'essa progressiva e sfumata) sulla melodia, e l'ingresso come strumento principale di un organo.
3+3, pezzo che chiude l'album, consiste in tre parti, con vari cambi di tempo (da 3/4 a 6/8 fino a 9/8). Una sequenza pulse in 12/8 viene eseguita durante l'intero brano, mentre la linea di ottoni che fa da sfondo è, per l'unica volta nel disco, eseguita con strumenti acustici.

## Tracce
1. Spiral – 6:55
2. Ballad – 8:27
3. Dervish D – 5:21
4. To The Unknown Man – 9:01
5. 3+3 – 9:43

## Musicisti
- Vangelis - sintetizzatori, sequencer, pianoforte, organo elettrico, percussioni, ottoni, voce in Ballad